# فاکتور تحریک‌کننده تشکیل کلونی
فاکتور تحریک‌کننده تشکیل کلونی (به انگلیسی: Colony-stimulating factor) یک گروه از فاکتورهای رشد گلیکوپروتئینی هستند که به تولید تعداد بیشتری از گلبول‌های سفید خون کمک می‌کنند. این مواد گروهی از سیتوکین‌ها هستند که که از سلول‌های گوناگون و بیشتر در پاسخ به یک تحریک، ترشح می‌شوند و وظیفهٔ انتقال پیام بین سلول‌ها را برعهده دارند.

## کارکرد
سایتوکین‌های CSFs به گیرنده‌های موجود بر روی سلول‌های پیش‌ساز خونی متصل می‌شوند و رشد وتمایز آن‌ها به گلبول‌های سفید را تسریع می‌کنند (مشابه اریتروپویتین که فاکتور رشد گلبولهای قرمز است). این فاکتورها چندگونه هستند از جمله CSF1 (فاکتور رشد ماکروفاژها)، CSF2 یا GM-CSF (فاکتور رشد گرانولوسیت‌ها و مونوسیتها) و CSF3 یا G-CSF (فاکتور رشد گرانولوسیتها). این ترکیبات به صورت دارویی در تحریک مغز استخوان نیز کاربرد دارند.